# Трепель, Абрам Ефимович
Абрам Ефимович Трепель (18 октября 1908, Минск — 7 мая 1969, Минск) — советский театральный актёр, режиссёр. Заслуженный артист БССР (1938).

## Биография
В 1926 окончил Белорусскую драматическую студию в Москве.
Работал в Государственном еврейском театре БССР (1926-49, в 1943 во фронтовой театральной бригаде), в Белорусском театре имени Я.Купалы, Белорусской государственной эстраде, на Республиканской студии телевидении Белоруссии (1949-58).
В 1950-55 и с 1959 режиссёр самодеятельных коллективов, в том числе в 1963-69 — Минского народного театра мимики и жеста республиканского Дворца культуры Белорусского общества глухих; поставил на его сцене спектакли «Без вины виноватые» А. Н. Островского (1963), «Каждому своё» С.Алёшина (1964), «Константин Заслонов» А.Мовзона (1966).

### Роли в театре
- «Очарованный портной» — Шимен-Эле
- «Блуждающие звёзды» — Гоцмах
- «Колдунья» — Колдунья
- «Интервенция» — Женька Ксидиас
- «Вольпоне» — Корбачио

## Награды
- орден Трудового Красного Знамени (20.06.1940) — за выдающиеся заслуги в деле развития белорусского театрального и музыкального искусства